# حوض درویش مولا
حوض درویش مولا مربوط به دوره صفوی است و در شهرستان گناباد، کوی شرقی، میدان حمزه، کوچه حوض مولا واقع شده و این اثر در تاریخ ۱۹ مرداد ۱۳۸۴ با شمارهٔ ثبت ۱۲۹۳۸ به‌عنوان یکی از آثار ملی ایران به ثبت رسیده است.